# Poblado íbero de Can Fatjó
El Poblado íbero de Can Fatjó está localizado en la colina del Castillo de Rubí (museo) donde se practicaron excavaciones que demostraron una ocupación humana que puede arrancar incluso de finales del siglo VI a. C. Parece que el establecimiento de Can Fatjó podría haber sido el núcleo de la antigua ciudad de Rubricata, mencionada por el geógrafo Claudio Ptolomeo en el siglo II.
Los restos más antiguos están fechados en el siglo V a. C. y perduran hasta la primera mitad del siglo II.
Los íberos levantaron un poblado amurallado y con torres en la colina de Can Fatjó al paso de la Vía Heraclea, donde aún se conserva un horno iberorromano. Se descubrieron muros y dos pozos del siglo IV a. C., entre ellos el más antiguo de Cataluña.
Durante la dominación romana fue un núcleo estable de población dedicado fundamentalmente a la agricultura y pasó a ser progresivamente importante. El poblado ha desaparecido completamente. Lo más importante de este asentamiento es el campo de silos de Can Fatjó a unos 200 metros al sur del castillo, sobre una elevación situada en la margen derecha de la riera de Rubí, al igual que el castillo.